# 陝西高原鰍
陝西高原鰍（學名：Triplophysa shaanxiensis）為輻鰭魚綱鯉形目條鰍科高原鰍屬的其中一種。分布於亞洲中國陝西省渭河流域下，棲息在河川底層水域，生活習性不明。

## 扩展阅读
維基物種上的相關：陝西高原鰍